# Ben Sheppard
Ben Sheppard (Atlanta, 16 de julho de 2001) é um jogador norte-americano de basquete profissional que atualmente joga no Indiana Pacers da National Basketball Association (NBA).
Ele jogou basquete universitário pela Universidade Belmont e foi selecionado pelos Pacers como a 26° escolha geral no draft da NBA de 2023.

## Juventude e ensino médio
Sheppard cresceu em Atlanta, Geórgia e frequentou a Greater Atlanta Christian School (GAC). Ele teve média de 13,7 pontos durante sua terceira temporada, enquanto a GAC conquistava o Campeonato Estadual.

## Carreira universitária
Sheppard jogou em 32 jogos com média de 2,9 pontos durante sua temporada de calouro na Universidade Belmont. Ele se tornou titular no início de seu segundo ano e teve média de 10,5 pontos na temporada. Sheppard foi nomeado para a Primeira-Equipe da Ohio Valley Conference em sua terceira temporada, após ter média de 16,2 pontos. Em seu último ano, ele foi nomeado para a Primeira-Equipe da Missouri Valley Conference, para onde o time havia se mudado, após ter média de 18,8 pontos.

## Carreira profissional
O Indiana Pacers selecionou Sheppard como a 26ª escolha geral no draft da NBA de 2023. Em 1º de julho de 2023, Sheppard assinou um contrato de 4 anos e US$ 13 milhões com os Pacers.

## Estatísticas da carreira

### NBA

#### Temporada regular
| Ano     | Equipe  | PJ | PT | MPJ  | AP   | 3P   | LL   | RT  | AS | BR | TO | PPJ |
| ------- | ------- | -- | -- | ---- | ---- | ---- | ---- | --- | -- | -- | -- | --- |
| 2023–24 | Indiana | 57 | 1  | 14.3 | .393 | .314 | .885 | 1.6 | .9 | .6 | .0 | 4.4 |

#### Playoffs
| Ano  | Equipe  | PJ | PT | MPJ  | AP   | 3P   | LL   | RT  | AS  | BR | TO | PPJ |
| ---- | ------- | -- | -- | ---- | ---- | ---- | ---- | --- | --- | -- | -- | --- |
| 2024 | Indiana | 17 | 2  | 19.7 | .437 | .380 | .778 | 3.0 | 1.0 | .5 | .1 | 5.2 |

### Universitário
| Ano      | Equipe   | PJ  | PT | MPJ  | AP   | 3P   | LL   | RT  | AS  | BR  | TO | PPJ  |
| -------- | -------- | --- | -- | ---- | ---- | ---- | ---- | --- | --- | --- | -- | ---- |
| 2019-20  | Belmont  | 32  | 0  | 10.8 | .386 | .279 | .667 | 2.2 | .6  | .4  | .1 | 2.9  |
| 2020-21  | Belmont  | 27  | 26 | 27.7 | .473 | .328 | .689 | 4.4 | 2.2 | 1.0 | .1 | 10.5 |
| 2021-22  | Belmont  | 33  | 33 | 31.4 | .496 | .371 | .719 | 3.9 | 1.6 | 1.2 | .2 | 16.2 |
| 2022-23  | Belmont  | 32  | 32 | 34.4 | .475 | .415 | .684 | 5.2 | 2.9 | 1.4 | .2 | 18.8 |
| Carreira | Carreira | 124 | 91 | 26.0 | .457 | .348 | .689 | 3.9 | 1.8 | .9  | .1 | 12.1 |